# C/2023 A3
C/2023 A3(Tsuchinshan–ATLAS)는 2023년 1월 9일 중화인민공화국의 쯔진산 천문대가 발견한 오르트 구름에서 나온 혜성이며, 2023년 2월 22일 남아프리카 공화국 ATLAS에서 독립적으로 발견했다. 혜성은 약 0.39 AU(5,800만 km; 3,600만 마일) 거리에서 근일점을 통과했다. 2024년 9월 27일 육안으로 볼 수 있게 되었다. 10월 9일 태양을 통과한 직후 가장 밝은 등급을 기록했으며, 혜성 관측 데이터베이스(COBS)에서 보고된 관측에 따라 −4.9 등급을 기록했다.
한국의 유튜버 나쫌(nazzom)이 10월 1일 찰영한 모습

## 궤도
혜성은 139°의 경사를 이루는 역행 궤도를 가지고 있다. 혜성은 2024년 9월 27일 0.391AU 거리에서 근일점을 맞았다. 지구에 가장 가까운 접근은 2024년 10월 12일에 0.47AU 거리에서 이루어졌다. 혜성은 태양계의 거대한 행성에 가까이 접근하지 않는다. 궤도는 태양계의 행성 영역에 들어가기 전에 태양과 약하게 묶여 있다. 행성의 섭동으로 인해 나가는 궤도는 들어오는 궤도보다 작은 이심률을 갖게 된다. 따라서 공전 주기와 원일점 거리가 훨씬 짧아진다. 약한 쌍곡선 궤적은 혜성이 태양계에서 방출될 수도 있고 그렇지 않을 수도 있다. 2239년에는 태양으로부터 200AU 정도 떨어져 있을 것으로 예상된다.